# Verloren in der Wildnis
Verloren in der Wildnis ist der Titel eines 2024 produzierten Spielfilms, dessen Handlung auf einer wahren Begebenheit basiert. Die Handlung ist auch im Sachbuch Lost on a Mountain in Maine: A Gripping True Survival Story of Courage and Endurance von Joseph B. Egan und Donn Fendler nachzulesen.

## Handlung
Am 17. Juli 1939 befindet sich der 12-jährige Donn Fendler mit seinem Vater, seinen Brüdern Tommy und Ryan sowie Henry, einem Freund seines Vaters, auf einer Klettertour auf dem Mount Katahdin im US-Bundesstaat Maine. Während Donn und Henry bereits die Bergspitze erreicht haben, sind Donns Vater und seine Brüder noch ein Stück talabwärts. Da Nebel aufgezogen ist und es auch kälter geworden ist, beschließt Donn, entgegen Henrys Rat, allein ins Tal hinabzusteigen. In der Ferne meint er zudem, seinen Vater auszumachen. Auf dem Weg hinab ins Tal gerät er mitten in den aufziehenden Nebel und verliert binnen kürzester Zeit die Orientierung. Nur mit einer dünnen Jacke und einer kurzen Hose bekleidet, kommt Donn vom Weg ab und klettert hinab in ein Seitental.
Neun Tage lang harrt Donn Fendler allein in der Wildnis aus. Er ernährt sich nur von Erdbeeren und Niederen Scheinbeeren und muss sich der Angriffe von Insekten erwehren. Bei einem Versuch, einen Fluss zu überqueren, verliert er seine Sneaker und Jeans.
Seine Familie organisiert in der Zwischenzeit einen Suchtrupp. So wird Donn mehrmals von einem Flugzeug überflogen, ohne dass er auf sich aufmerksam machen kann.
Nach neun Tagen schließlich, in der Nacht auf den 26. Juli 1939, erreicht er ein Lager von Holzfällern in der Nähe von Stacyville; er ist gerettet. Während dieser neun Tage legt er eine Entfernung von 56 Kilometern in steilem felsigen Gelände zurück. Abgesehen von den Insektenstichen bleibt er unverletzt. Er verliert sieben Kilogramm an Körpergewicht.

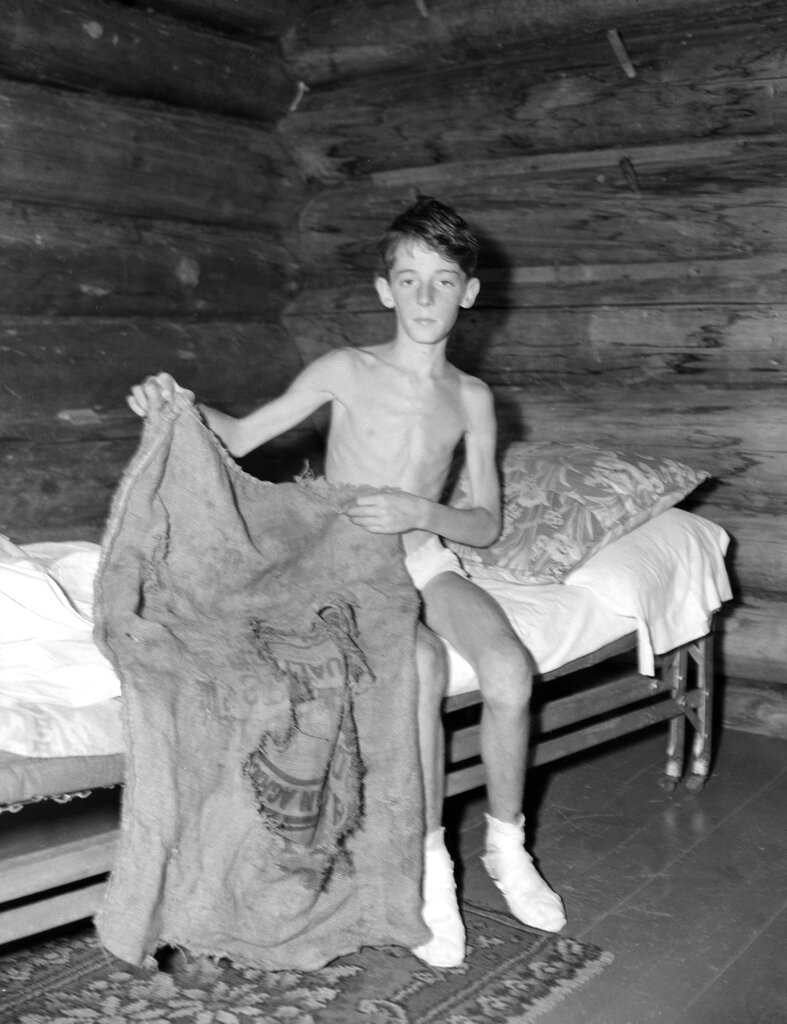
Donn Fendler (1939, am Tag seiner Rettung)

## Weitere Informationen
Donn Fendler galt kurz nach seiner Rettung als nationale Berühmtheit, dessen Geschichte am 7. August 1939 im Life-Magazin veröffentlicht wurde. Im selben Jahr wurde er von US-Präsident Franklin D. Roosevelt ins Weiße Haus eingeladen. Er heiratete 1953 und bekam mit seiner Frau Maryrose vier Kinder. Er starb am 10. Oktober 2016 im Alter von 90 Jahren.

## Informationen zum Film
Der Film wurde zwischen Juli und August 2022 zum Teil an Originalschauplätzen am Mount Katahdin in Maine, aber auch in New York gedreht. Er feierte am 13. Juli 2024 am Maine International Film Festival Premiere. Im deutschsprachigen Raum ist er seit dem 14. Februar 2025 auf DVD erhältlich.

## Deutsche Synchronisation
- Donn Fendler: Kristian Dujic
- Donald Fendler: Dirk Hardegen
- Ruth Fendler: Andrea Dewell
- Henry: Felix Mayer
- Ryan Fendler: Franz Hublow
- Tommy Fendler: Ben Amic

## Bibliografie
- Donn Fendler und Joseph B. Egan (2013): Lost on a Mountain in Maine: A Gripping True Survival Story of Courage and Endurance. HarperCollins. ISBN 978-0688115739